# Красноярский политехнический техникум
Красноя́рский политехни́ческий те́хникум (полное наименование — Красноярское государственное бюджетное образовательное учреждение среднего профессионального образования «Красноярский политехнический техникум») — среднее учебное заведение технического направления в Красноярске.

## История
Основан в 1930 году как Красноярский лесотехнический техникум. На территории детского дома в поселке Скит был создан учебно-опытное лесное хозяйство и подсобное хозяйство техникума.
В 1959 году переименован в Красноярский политехнический техникум..
В 1991 году переименован в Красноярский колледж деревообрабатывающей промышленности. В 2005 году переименован в Красноярский политехнический техникум..
В 2012 году переименован в краевое государственное бюджетное образовательное учреждение среднего профессионального образования (среднее специальное учебное заведение) «Красноярский политехнический техникум».
Член Ассоциации «Сибирский технологический университет».

## Известные выпускники
- Пимашков, Пётр Иванович[11]
- Таюрский, Анатолий Иванович
- Чуринов, Николай Мефодьевич

## Награды
- Почётная грамота Президиума Верховного Совета РСФСР (1978) с формулировкой «за достигнутые успехи в подготовке квалифицированных специалистов для народного хозяйства и в связи с 350-летием города Красноярска»[12].